# Gyrinus tsingtaoriensis
Gyrinus tsingtaoriensis là một loài bọ cánh cứng trong họ van Gyrinidae. Loài này được Cheo miêu tả khoa học năm 1934.